# Festigny, Yonne
Festigny är en kommun i departementet Yonne i regionen Bourgogne-Franche-Comté i norra Frankrike. Kommunen ligger i kantonen Coulanges-sur-Yonne som tillhör arrondissementet Auxerre. År 2022 hade Festigny 92 invånare.

## Befolkningsutveckling
Antalet invånare i kommunen Festigny
| Referens: INSEE |